# Ducado de Pastrana
El ducado de Pastrana es un título nobiliario español creado el 20 de diciembre de 1572 por el rey Felipe II, a favor de Ruy Gómez de Silva, príncipe de Éboli, adelantado de Cazorla, alcalde de Huete y caballero de la Orden de Alcántara.
Su denominación hace referencia a la localidad de Pastrana, en la provincia de Guadalajara (España), donde se encuentra ubicado el suntuoso palacio ducal.
Carlos I, consiguió de los papas Clemente VII y Paulo III, las bulas necesarias para poder vender en 1541, la villa de Pastrana a Ana de la Cerda y Castro, condesa de Mélito, en Nápoles, que es quien comienza la construcción del palacio ducal. Muerta Ana, pasa el señorío a sus hijos Gaspar Gastón y Baltasar Gastón, los cuales venden el señorío en 1569 a Ruy Gómez de Silva príncipe de Éboli y a su esposa Ana de Mendoza y de la Cerda, nieta de Ana de la Cerda y Castro.

## Duques de Pastrana
|                        | Titular                                                | Periodo                |
| Creación por Felipe II | Creación por Felipe II                                 | Creación por Felipe II |
| ---------------------- | ------------------------------------------------------ | ---------------------- |
| I                      | Ruy Gómez de Silva                                     | 1572-1573              |
| II                     | Ruy II Gómez de Silva y Mendoza                        | 1573-1596              |
| III                    | Ruy III Gómez de Silva y Mendoza de la Cerda           | 1596-1626              |
| IV                     | Rodrigo Díaz de Vivar de Silva y Mendoza               | 1626-1675              |
| V                      | Gregorio María de Silva y Mendoza                      | 1675-1693              |
| VI                     | Juan de Dios de Silva y Mendoza                        | 1693-1737              |
| VII                    | María Francisca de Silva y Gutiérrez de los Ríos       | 1737-1770              |
| VIII                   | Pedro de Alcántara de Toledo Silva y Mendoza           | 1770-1790              |
| IX                     | Pedro de Alcántara Álvarez de Toledo y Salm-Salm       | 1790-1841              |
| X                      | Pedro de Alcántara Téllez-Girón y Beaufort Spontin     | 1841-1844              |
| XI                     | Mariano Téllez-Girón y Beaufort Spontin                | 1844-1852              |
| XII                    | Manuel Álvarez de Toledo Lasparre Salm-Salm y Valledor | 1852-1886              |
| XIII                   | Pedro Téllez Girón y Fernández de Santillán            | 1886-1900              |
| XIV                    | María Dolores Téllez-Girón y Dominé                    | 1901-1909              |
| XV                     | Rafael de Bustos y Ruiz de Arana                       | 1909-1943              |
| XVI                    | Casilda de Bustos y Figueroa                           | 1945-2000              |
| XVII                   | José Finat y de Bustos                                 | 2001-actual titular    |

## Historia de los duques de Pastrana

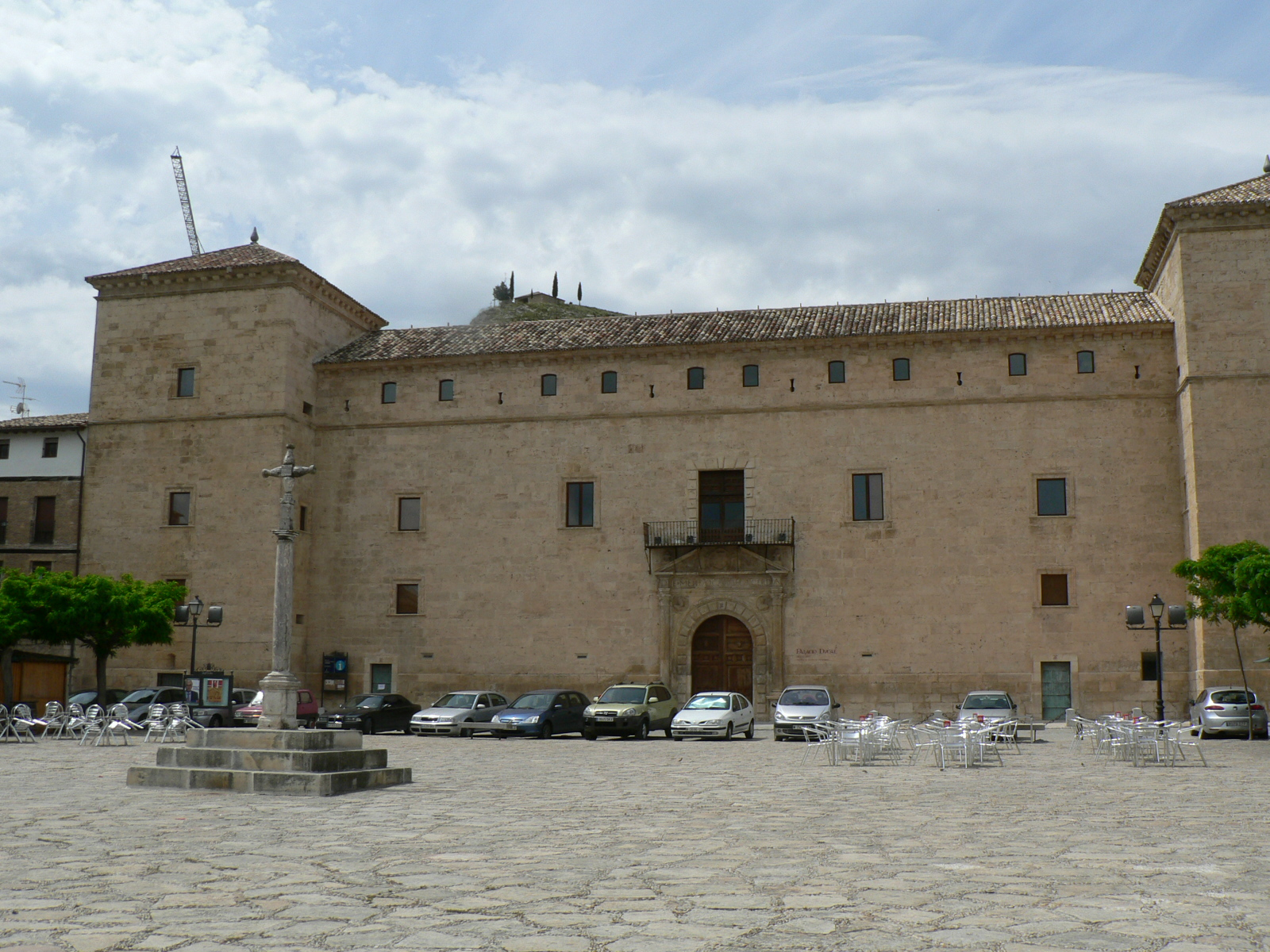
Palacio de los duques de Pastrana, en Pastrana, Guadalajara

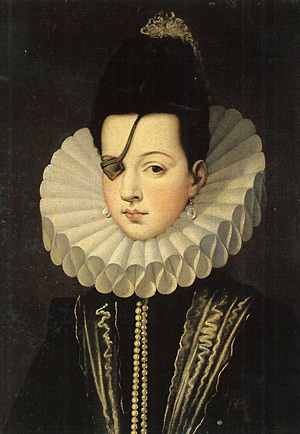
Ana de Mendoza, duquesa de Pastrana, princesa de Éboli

- Ruy Gómez de Silva (1516-29 de julo de 1573), I duque de Pastrana,[1][2] I  duque de Estremera y príncipe de Éboli en Nápoles, del que solo conservaba el título, ya que el estado lo había vendido con título de Duca. Fue adelantado de Cazorla, y alcalde de Huete, miembro del Consejo de Estado, sumiller de corps y caballero de la Orden de Alcántara.[1]

En sus orígenes los títulos de Estremera y Pastrana iban juntos ya que eran un solo título, aunque desde el primer momento Ruy Gómez de Silva y sus sucesores se intitularon duques de Estremera y de Pastrana, creando la imagen de ser dos ducados diferentes.
Casó, el 18 de abril de 1553, a los treinta y seis años, con Ana de Mendoza y de la Cerda, II duquesa de Francavilla, marquesa de Algecilla, II principesssa di Melito y III condesa di Melito, en Nápoles y 'III contessa di Aliano, cuando esta contaba con solo doce años, hija de Diego Hurtado de Mendoza y de la Cerda. El matrimonio no se consumó hasta cuatro años más tarde. Esta es la famosa princesa de Éboli que fue desterrada de la corte por Felipe II por intrigante y por verse envuelta, junto con Antonio Pérez, secretario del rey, en la «conjura de El Escorial», que acarreó el asesinato de Juan de Escobedo, secretario de Juan de Austria y gobernador de los Países Bajos. Permaneció recluida en su palacio de Pastrana hasta su muerte en 1592. Le sucedió su hijo:
- Ruy II Gómez de Silva y Mendoza (m. 29 de enero de 1596), II duque de Pastrana,[1][2] II duque de Estremera, III duque de Francavilla, III príncipe di Melito, y marqués de Algecilla.[3]

Casó, el 4 de noviembre de 1584 en Madrid, con Ana de Portugal y Borja, señora y I marquesa de Orani, hija de Fadrique de Noronha, señor de Orani y barón de Monóvar, y de Margarita de Borja y Castro Pinós. Le sucedió su hijo:

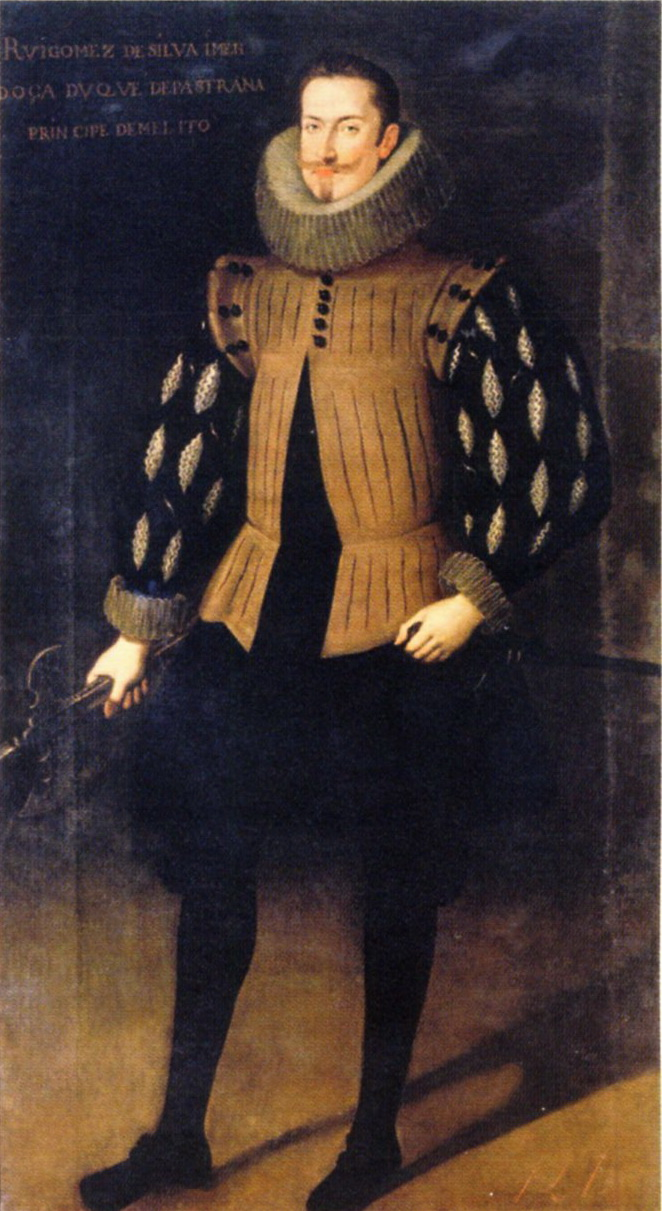
Ruy III Gómez de Silva y Mendoza, III duque de Pastrana. Obra de Bartolomé González

- Ruy III Gómez de Silva Mendoza y de la Cerda (Valencia, octubre de 1585-23 de diciembre de 1626), III duque de Pastrana,[1][4] III duque de Estremera, IV duque de Francavilla, IV marqués de Almenara y IV príncipe di Melito.

Casó, el 29 de marzo de 1601, con su prima hermana Leonor de Guzmán, hija de Alonso Pérez de Guzmán el Bueno, VII duque de Medina Sidonia y de Ana Gómez de Silva y de Mendoza, hermana de su padre, quien fue la que dio nombre al coto que tenía en el sur de Andalucía, llamado de «Doña Ana», hoy Coto de Doñana. Le sucedió su hijo:
- Rodrigo Díaz de Vivar de Silva y Mendoza (1 de agosto de 1614-25 de diciembre de 1675), IV duque de Pastrana ,[1][4] IV de Estremera, V de Francavilla, V príncipe de Melito, príncipe de Éboli, VI marqués de Almenara, conde de Chamusca y conde de Ulma. mayordomo mayor del rey Carlos II.

Casó con Catalina de Mendoza y Sandoval, VIII duquesa del Infantado, condesa de Saldaña, marquesa de Santillana, condesa del Real de Manzanares, etc. Desde entonces los ducados de Pastrana y del Infantado permanecieron unidos hasta el siglo XIX. Le sucedió su hijo:

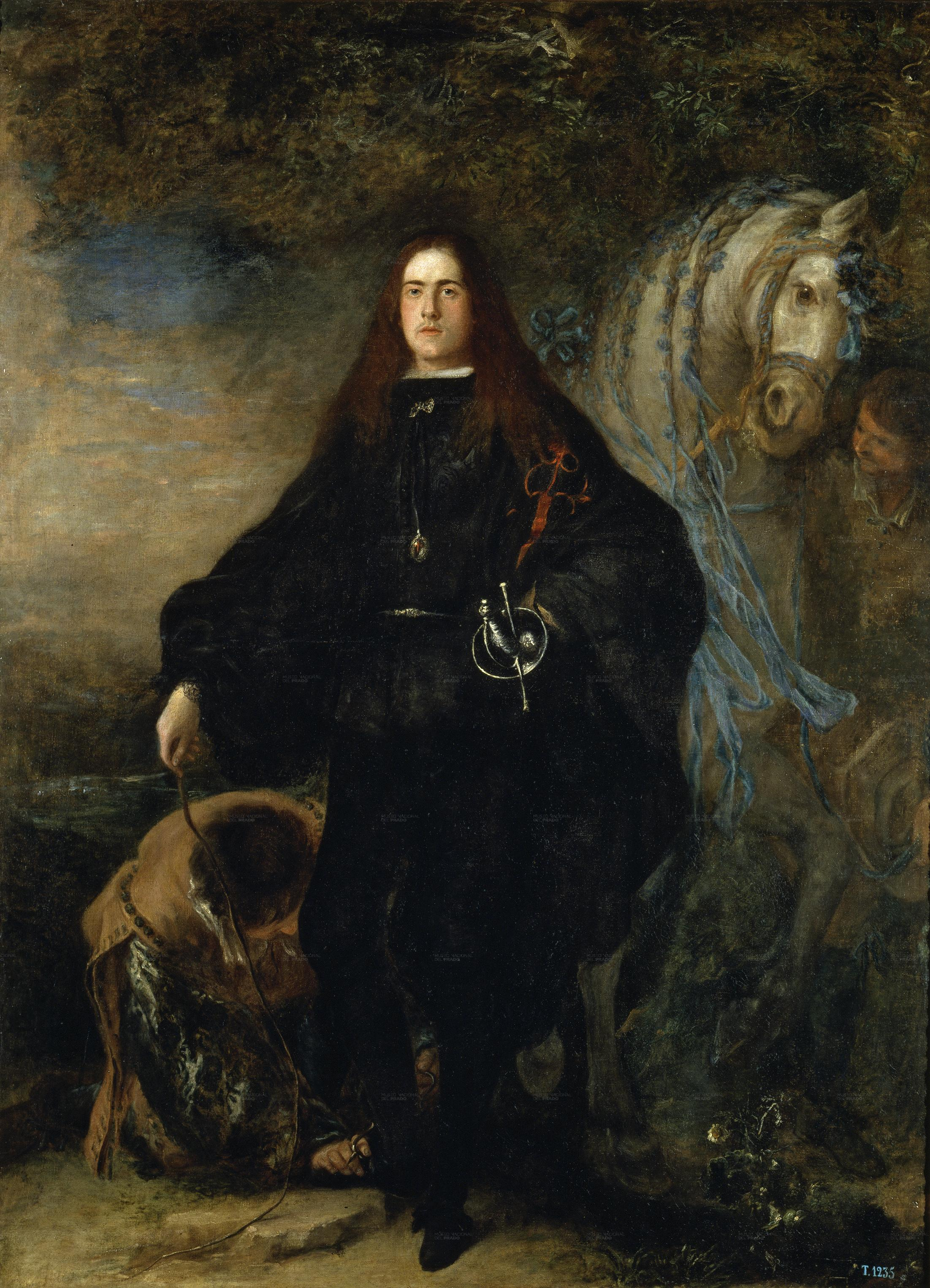
Gregorio de Silva y Mendoza, V duque de Pastrana. Obra de Juan Carreño de Miranda. c. 1679. Museo del Prado

- Gregorio María de Silva y Mendoza (24 de abril de 1649-10 de septiembre de 1693), V duque de Pastrana ,[1][4] V de Estremera, IX del Infantado,[7] de Francavilla, VII de Lerma y de Cea, VI príncipe di Melito y de Éboli, X marqués de Santillana, VII de Cenete, VI de Algecilla, VII de Almenara, de Argüeso y de Campoo, conde de Saldaña, de Manzanares el Real, del Cid, de Mandajona y de Miedes. También fue sumiller de corps del rey Carlos II.

Casó, el 15 de agosto de 1666, con María de Haro y Guzmán, hija de Luis Méndez de Haro Guzmán y Sotomayor, V conde y III duque de Olivares, I duque de Montoro, VI marqués del Carpio, etc. Le sucedió su hijo:
- Juan de Dios de Silva y Mendoza (13 de noviembre de 1672-9 de diciembre de 1737), VI duque de Pastrana,[1][4] VI de Estremera, X del Infantado,[7] VIII marqués de Almenara, etc.

Casó, el 7 de septiembre de 1704, con María Teresa Gutiérrez de los Ríos Zapata y Córdoba, hija de Francisco Diego Gutiérrez de los Ríos, III conde de Fernán Núñez, y de Catalina Zapata de Silva. Le sucedió su hija:
- María Francisca de Silva y Gutiérrez de los Ríos (Granada, 23 de enero de 1707-5 de febrero de 1770),[9] VII duquesa de Pastrana,[1][4] VII de Estremera, XI del Infantado,[7] IX marquesa de Almemara, etc.

Casó, siendo la segunda esposa, el 10 de enero de 1724, con Miguel Ignacio de Toledo Pimentel y Fernández de Córdoba, IX marqués de Távara y X conde de Villada. Le sucedió su hijo:
- Pedro de Alcántara de Toledo Silva y Mendoza (27 de noviembre de 1729-Fráncfort, 2 de junio de 1790), VIII duque de Pastrana,[1][4] X duque de Lerma, XI marqués de Távara, X marqués de Almenara, etc.

Casó en primeras nupcias el 1 de junio de 1790 con Francisca Javiera de Velasco y Tovar (m. 1757), hija de Bernardino Fernández de Velasco Pimentel, XI duque de Frías, XV conde de Alba de Liste etc. Contrajo un segundo matrimonio el 6 de noviembre de 1758 con la princesa María Anna von Salm-Salm (m. 1816). Le sucedió, de su segundo matrimonio, su hijo:

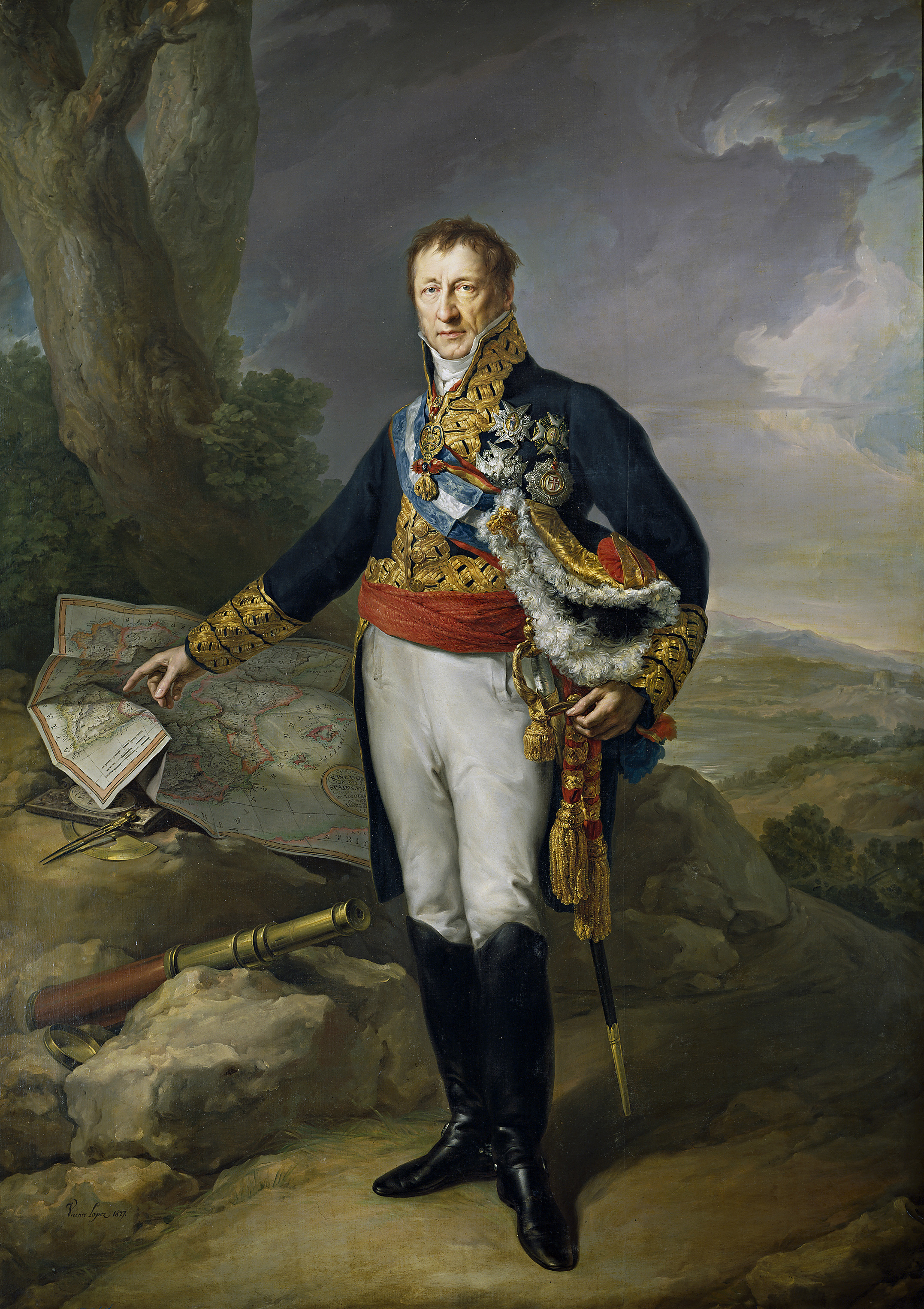
Retrato de Pedro de Alcántara Álvarez de Toledo y Salm-Salm, IX duque de Pastrana (1827) por Vicente López Portaña

- Pedro Alcántara Álvarez de Toledo y Salm-Salm (Madrid, 20 de julio de 1768-Madrid, 27 de noviembre de 1841), IX duque de Pastrana,[1][4] XI marqués de Almenara, XIV marqués de Santillana, etc.

Murió soltero, aunque dejó un hijo natural Manuel Álvarez de Toledo y Lasparre que llegaría a suceder en el ducado como XII duque, pero a este IX duque le sucedió su sobrino nieto, hijo de María Francisca de Beaufort-Spontin de Toledo, condesa de Beaufort —hija de María de los Dolores Leopoldina de Toledo Salm-Salm, y de su esposo Federico Augusto Beaufort-Spontin—, y de Francisco de Borja Téllez-Girón y Pimentel X duque de Osuna.
- Pedro de Alcántara Téllez-Girón y Beaufort Spontin (Cádiz, 10 de septiembre de 1810-Madrid, 25 de agosto de 1844), X duque de Pastrana,[1] XIV duque del Infantado,[7] XII marqués de Almenara,[12] XII marqués de Cea,[12] XI duque de Osuna,[13] XIII marqués de Peñafiel, XVI conde de Ureña, XIII marqués de Távara, etc.

Murió sin dejar descendientes legítimos, por lo que le sucedió, en 1852, su hermano menor:

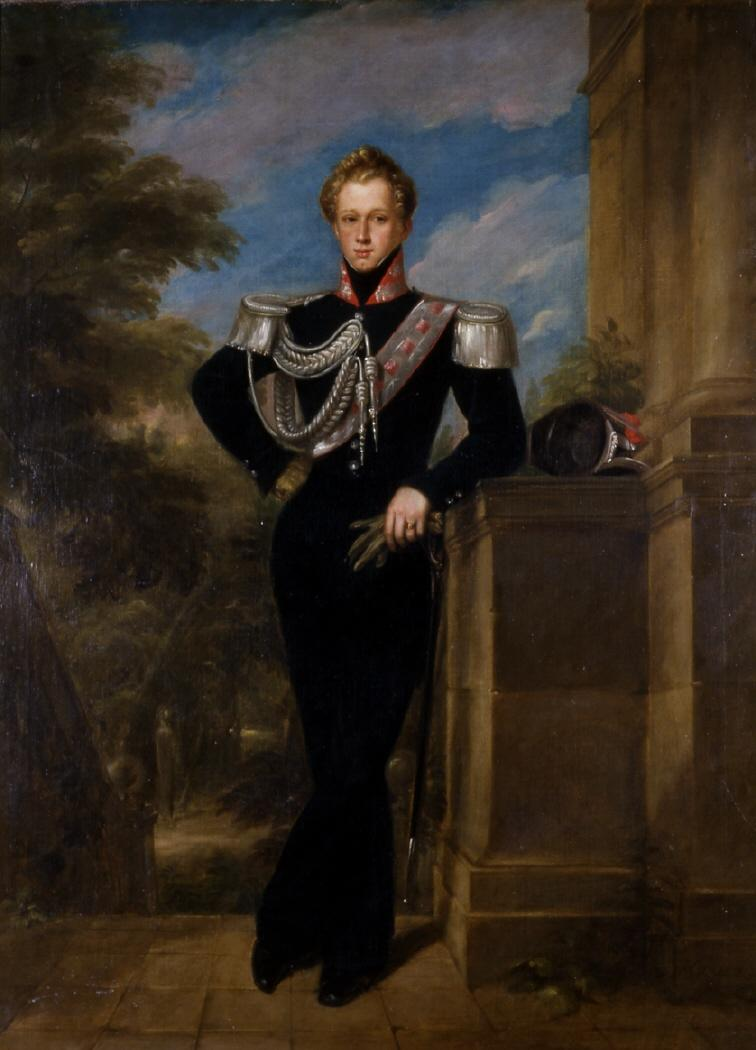
Mariano Téllez-Girón, XI duque de Pastrana (1833) por Valentín Carderera. (Museo del Romanticismo, Madrid)

- Mariano Téllez-Girón y Beaufort Spontin (Madrid, 19 de julio de 1814-Castillo de Beauraing (Bélgica), 2 de junio de 1882), XI duque de Pastrana,[1][4] XII duque de Osuna,[13] XV del Infantado,[7] XIV de Rioseco XV de Béjar, XV de Plasencia, XII de Lerma, XVI de Gandía, XI de Mandas y Villanueva, XIV de Arcos, XV de Benavente, XI de Estremera]] y XII de Francavilla. Llamado «el gran duque de Osuna», por los cincuenta y dos títulos de nobleza que reunió su persona y fue catorce veces grande de España.[14]

Casó, en 1866, con su prima, con la princesa alemana Leonor Crescencia de Salm-Salm, condesa del Rin e hija del príncipe de Salm-Salm. Fueron embajadores de España en la Corte de los zares de Rusia y llevaron tan ostentoso ritmo de vida que deslumbraron a la nobleza de San Petersburgo. A su muerte solo quedaban los títulos y las deudas, títulos que fueron repartidos entre numerosos familiares, algunos de ellos lejanos. El ducado de Pastrana ya lo había cedido junto con el de Francavilla y el marquesado del Cenete en 1852 a Manuel Álvarez de Toledo Lasparre Salm-Salm y Silva, hijo natural del IX duque, que fue quien le sucedió en 12 de diciembre de 1856 en ejecución de sentencia:
- Manuel Álvarez de Toledo Lasparre Salm-Salm y Silva (1805-26 de enero de 1886), XII duque de Pastrana,[1] XII duque de Estremera, XIII duque de Francavilla, XIII marqués del Cenete, XV conde de Villada, hijo natural que el IX duque, soltero, había tenido con Manuela Lesparre y Silva. Fue legitimado en 1885.

Casó, el 11 de noviembre de 1874, con Dionisia Vives y Zires, II condesa de Cuba. Sucedió:
- Pedro Téllez-Girón y Fernández de Santillán (Cádiz, 1812-Biarritz, 3 de diciembre de 1900), XIII duque de Pastrana,[1][4][16] XIII duque de Osuna,[17] hijo de Pedro de Alcántara Téllez-Girón y Pimentel (1787-1851), príncipe de Anglona y X marqués de Javalquinto, y de María del Rosario Fernández de Santillán y Valdivia, hija de los marqueses de la Motilla.

Casó, el 20 de julio de 1857, con Julia Dominé y Desmaisieres. Le sucedió su hija en 19 de junio de 1901:
- María de los Dolores Téllez-Girón y Dominé (Madrid, 13 de agosto de 1859-1 de enero de 1939),[18] XIV duquesa de Pastrana.[1][4]

Casó, el 5 de febrero de 1887, con Emilio Bessières y Ramírez de Arellano. Sin descendencia, en 22 de octubre de 1909 en ejecución de sentencia, sucedió:
- Rafael de Bustos y Ruiz de Arana (Madrid, 12 de febrero de 1885-21 de julio de 1943), XV duque de Pastrana,[4][19][1][20] XIII marqués de Salinas del Río Pisuerga, gentilhombre grande de España con ejercicio y servidumbre del rey Alfonso XIII. Era hijo de Alfonso de Bustos y Bustos, IX marqués de Corvera, IV marqués de las Almenas, X vizconde de Rías y gentilhombre grande de España con ejercicio y servidumbre del rey Alfonso XIII, y de María Isabel Luisa Ruiz de Arana y Osorio de Moscoso (1865-1939),[21] XXII condesa de Nieva,[22] XVI condesa de Oliveto (por rehabilitación en 1926)[21] y dama de la reina Victoria Eugenia de Battenberg, hija de José María Ruiz de Arana y Saavedra, VIII conde de Sevilla la Nueva y II vizconde de Mamblas,[23] y de María Rosalía Osorio de Moscoso y Carvajal, XIV duquesa de Baena.[23]

Casó, el 18 de junio de 1909, con Casilda de Figueroa y Alonso-Martínez, dama de la reina Victoria Eugenia de España, hija de Álvaro de Figueroa y Torres, I conde de Romanones. Le sucedió su hija en 1951:
- Casilda de Bustos y Figueroa (Madrid, 1910-3 de julio de 2000), XVI duquesa de Pastrana,[1][4] XI marquesa de Corvera,[24] XX marquesa de Campotéjar,[25] V marquesa de las Almenas y XIV marquesa de Salinas del Río Pisuerga.

Casó el 27 de junio de 1929 con José Finat y Escrivá de Romaní XVII conde de Mayalde, embajador de España y alcalde de Madrid, III conde de Finat, XV conde de Villaflor, XII marqués de Terranova. En 5 de febrero de 2001, le sucedió su hijo:
- José Finat y de Bustos (n. Madrid, 13 de septiembre de 1932), XVII duque de Pastrana,[1][4] XII marqués de Corvera, XXI marqués de Campotéjar, XVIII conde de Oliveto, XVI conde de Villaflor, XVII conde de Mayalde, IV conde de Finat y XIII vizconde de Rías.

Contrajo matrimonio el 17 de junio de 1957 con Aline Riva de Luna.